# 安芸津広
安芸津 広（、1906年〈明治39年〉9月8日 - 没年不詳）は、日本の俳優である。広島県安芸郡出身。旧芸名・別名は安芸津 宏（読み同じ）、安芸津 融（あきつ とおる）。

## 人物
東宝の専属俳優。
クレジットされる作品は少数だが、戦前からジャンルを問わず出演していた。特撮映画では、村人風の役が多い。
芸名は出身地の安芸郡に由来し、命名者は徳川夢声である。
1971年以降、映画出演の記録がない。
同じ専属俳優の加藤茂雄、記平佳枝によると広島の被爆者だったという。

## 出演作品

### 映画
- 続蛇姫様（1940年）
- 悲歌（1951年） - 書記・内田
- 生きる（1952年） - 虫疫受村所職員[注釈 1]
- 天晴れ一番手柄 青春銭形平次（1953年） - 幽霊の父
- 七人の侍（1954年） - 豪農の家の亭主
- ゴジラシリーズ
  - ゴジラ（1954年） - 大戸島島民[1][4][注釈 1]
  - キングコング対ゴジラ（1962年） - ファロ島島民、新聞記者[要出典][注釈 1]
  - モスラ対ゴジラ（1964年） - 漁民G[8][7]
  - 三大怪獣 地球最大の決戦（1964年） - 円盤クラブ会員（進藤直子の背後と会長の背後）、インファント島島民、大臣[要出典][注釈 1]
  - 怪獣大戦争（1965年） - 防衛隊幹部[7][注釈 1]
  - 怪獣総進撃（1968年） - 記者[要出典][注釈 1]
  - ゴジラ対ヘドラ（1971年） - 草陰の老人[要出典][注釈 1]
- 透明人間（1954年） - 街頭テレビを観る男、宝石店の店員、銀座の通行人、路面電車の車掌、警官[要出典][注釈 1]
- 獣人雪男（1955年） - 軽便鉄道の駅員[9]
- 浮雲（1955年） - 踊る信者
- 兄とその妹（1956年） - 林の同僚
- 裸足の青春（1956年） - 保健所の老医
- 空の大怪獣ラドン（1956年） - 記者[要出典][注釈 1]
- 「動物園物語」より 象（1957年） - 熟練工の老人
- 青い山脈 新子の巻・雪子の巻（1957年） - 小使
- 地球防衛軍（1957年） - 円盤を見上げる男[要出典][注釈 1]
- 続々大番 怒濤篇（1957年） - 汽車の乗客
- 変身人間シリーズ
  - 美女と液体人間（1958年） - 第二竜神丸船員[注釈 1]
  - 電送人間（1960年） - キャバレーの客[要出典][注釈 1]
  - ガス人間第一号（1960年） - 図書館員[1][3]
  - マタンゴ（1963年） - クラブの客[要出典][注釈 1]
- 大怪獣バラン（1958年） - 山伏[1]
- 裸の大将（1958年） - 駅の男、精神病院の患者、闇市の男、真岡市の男
- 狐と狸（1959年） - 百姓の中村
- 日本誕生（1959年） - 大和の民[10][注釈 1]
- 独立愚連隊西へ（1960年） - 八路軍兵士[注釈 1]
- お姐ちゃんはツイてるぜ（1960年） - 臓物屋のおやじ
- 秋立ちぬ（1960年）
- 大坂城物語（1961年）
- モスラ（1961年） - 調査隊隊員[11][注釈 2]
- 世界大戦争（1961年） - 記者[要出典][注釈 1]
- 妖星ゴラス（1962年） - 政府関係者、上を指差す男[要出典][注釈 1]
- 忠臣蔵 花の巻・雪の巻（1962年） - 小野寺十内
- 青島要塞爆撃命令（1963年） - 艦隊参謀[要出典][注釈 1]
- 江分利満氏の優雅な生活（1963年） - 神主
- 女の歴史（1963年）
- 海底軍艦（1963年） - 船の男（轟天建武隊）[要出典]
- クレージー映画
  - ホラ吹き太閤記（1964年） - 大工[注釈 1]
  - 大冒険（1965年） - 名古屋駅の男[要出典][注釈 1]
  - クレージーの無責任清水港（1966年） - 賭場の客[注釈 1]
- 君も出世ができる（1964年） - お茶漬け屋の客、羽田空港到着出口の男 [注釈 1]
- 宇宙大怪獣ドゴラ（1964年） - オークラホテルの客[要出典][注釈 1]
- フランケンシュタイン対地底怪獣（1965年） - 見舞客[要出典][注釈 1]
- 国際秘密警察 鍵の鍵（1965年） - 国王の侍従
- 100発100中（1965年） - 羽田空港の男、ブルースワンプの客 [2役]
- お嫁においで（1966年） - 須山造船作業員[注釈 1]
- 奇巌城の冒険（1966年） - 敦煌の民、ペシルの民 [2役][注釈 1]
- 8.15シリーズ
  - 連合艦隊司令長官 山本五十六（1968年） - 宴席の男[要出典][注釈 1]
  - 日本海大海戦（1969年） - 演説の聴衆、宮古島の住人 [2役][要出典][注釈 1]

### テレビドラマ
- ウルトラシリーズ
  - ウルトラQ（1966年）
    - 第12話「鳥を見た」 - 年配の漁師
    - 第17話「1/8計画」 - 1/8計画応募者[注釈 1]

  - ウルトラマン 第7話「バラージの青い石」（1966年） - バラージの老人[3]
- 桃太郎侍 第3話「秘めたる過去」（1967年）
- 昔三九郎 第3話「無理難題」（1968年）